# Mike Bryan
Michael Carl Bryan (sinh ngày 29 tháng 4 năm 1978) là một cựu vận động viên quần vợt chuyên nghiệp người Mỹ. Tay vợt thuận tay phải lên chuyên nghiệp năm 1998. Với anh em song sinh Bob, anh đã lên vị trí số 1 thế giới ở nội dung đôi nhiều năm, lần đầu là vào Tháng 9 năm 2003, và họ trở thành đội đôi nam thứ hai hoàn thành sự nghiệp bằng cách giành được huy chương vàng tại Thế vận hội Mùa hè 2012. Anh hiện tại đang giữ kỷ lục về đôi nam ATP có nhiều danh hiệu nhất (124), và vào chung kết (186), và là thứ ba trong Kỷ nguyên Mở, giành được tất cả danh hiệu với người anh em, với danh hiệu trước đó là Mahesh Bhupathi và với Mark Knowles.

## Sự nghiệp quần vợt

### Đại học
Mike Bryan chơi cho Đại học Stanford từ năm 1997 đến năm 1998, khi anh đã giúp cho Cardinal thắng tại giải NCAA team championships. Năm 1999, anh giành được danh hiệu đôi NCAA với anh em sinh đôi mình Bob.

### World Team Tennis
Anh em Bryan đánh sự nghiệp chuyên nghiệp tại World TeamTennis cho đội Idaho Sneakers qua mùa giải hiện tại cho Kansas City Explorer.

### Chuyên nghiệp

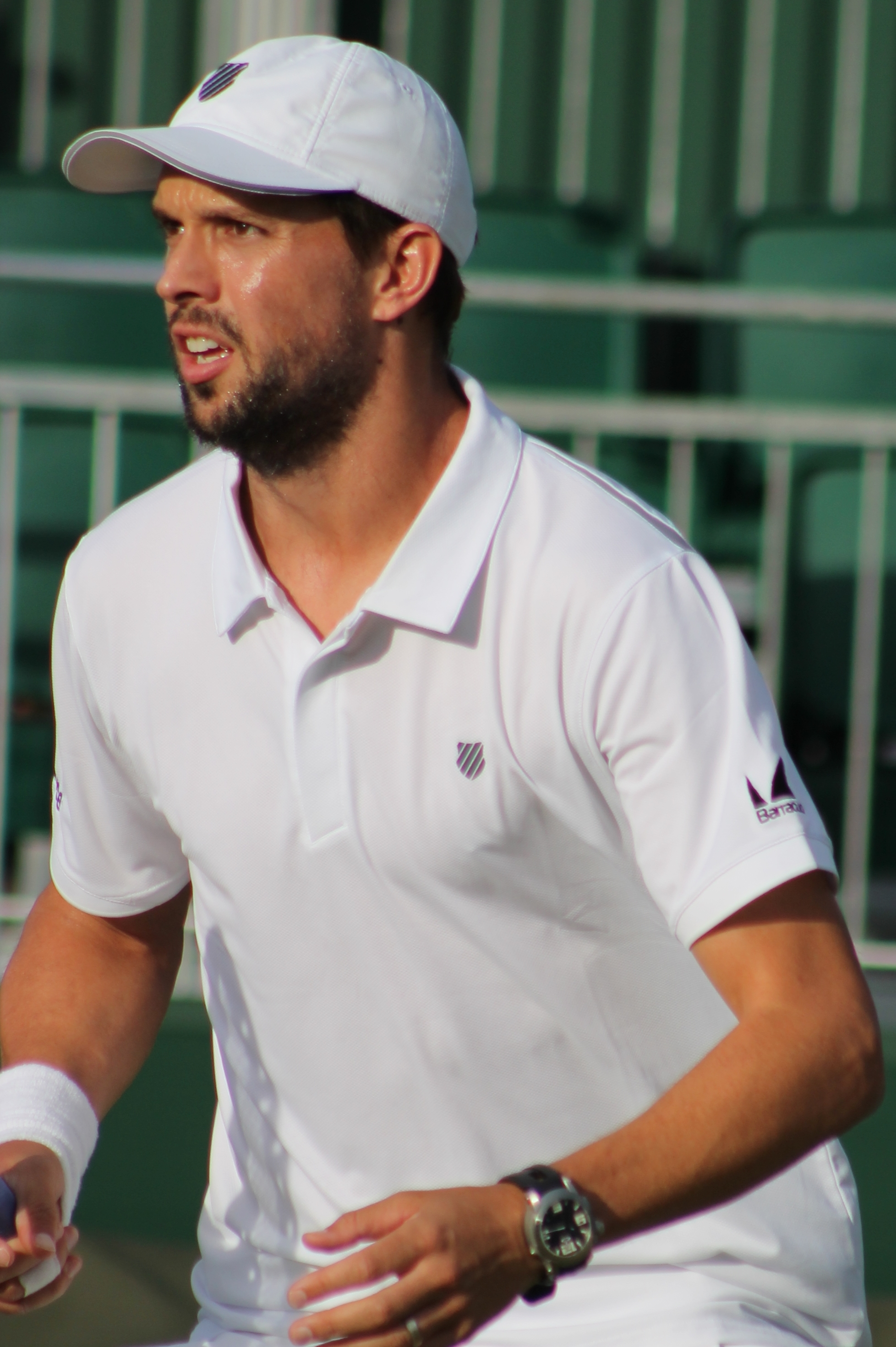
Bryan M., 2015

Với anh em sinh đôi Bob, anh đã có nhiều thành công trong sự nghiệp đôi. Họ đã giành được 112 danh hiệu đôi (giành được danh hiệu thứ 86 tại giải BNP Paribas Open 2013 ở California, Hoa Kỳ) với kỷ lục 16 danh hiệu đôi Grand Slam. Năm 2005, anh và Bob vào chung kết 4 lần tại các giải đấu Grand Slam, chỉ có lần thứ hai mới thành công trong Kỷ nguyên Mở. Anh em Bryan đã từng lên ngôi số 1 ở ATP. Vì họ thành công, họ đã có biệt danh The Wonder Twins sau một cuốn truyện tranh hư cấu.
Tại Madrid Open 2018, Bob bị chấn thương và lần đầu tiên họ tách nhau. Mike đánh cặp với Sam Querrey tại Pháp Mở rộng, và với Jack Sock tại Wimbledon, và sau đó họ đã vô địch.

## Thành tích Davis Cup (26-5)
Với anh em sinh đôi Bob Bryan, họ đã đánh thắng nhiều trận đấu nhất tại Davis Cup của đội ở đôi cho Hoa Kỳ. Mike cũng có kỷ lục cho Hoa Kỳ với 26 trận đấu đơn đôi thắng và ties 31 tay vợt.
| Năm  | Vòng                    | Đối thủ                           | Kết quả |
| ---- | ----------------------- | --------------------------------- | ------- |
| 2003 | Play-off                | Slovakia (Beck/Hrbatý)            | T       |
| 2004 | Vòng 1                  | Áo (Knowle/Melzer)                | T       |
| 2004 | Tứ kết                  | Thụy Điển (Björkman/T.Johansson)  | T       |
| 2004 | Bán kết                 | Belarus (Mirnyi/Volchkov)         | T       |
| 2004 | Chung kết               | Tây Ban Nha (Ferrero/Robredo)     | T       |
| 2005 | Vòng 1                  | Croatia (Ančić/Ljubičić)          | B       |
| 2005 | Play-off                | Bỉ (Rochus/Vliegen)               | T       |
| 2006 | Vòng 1                  | România (Hănescu/Tecău)           | T       |
| 2006 | Tứ kết                  | Chile (Capdeville/Garcia)         | T       |
| 2006 | Bán kết                 | Nga (Tursunov/Youzhny)            | T       |
| 2007 | Vòng 1                  | Cộng hòa Séc (Dlouhý/Vízner)      | T       |
| 2007 | Tứ kết                  | Tây Ban Nha (López/Robredo)       | T       |
| 2007 | Bán kết                 | Thụy Điển (Aspelin/Björkman)      | T       |
| 2007 | Chung kết               | Nga (Andreev/Davydenko)           | T       |
| 2008 | Vòng 1                  | Áo (Knowle/Melzer)                | T       |
| 2008 | Tứ kết                  | Pháp (Clément/Llodra)             | B       |
| 2008 | Bán kết (w/ Mardy Fish) | Tây Ban Nha (Lopez/Verdasco)      | T       |
| 2009 | Vòng 1                  | Thụy Sĩ (Allegro/Wawrinka)        | T       |
| 2009 | Tứ kết                  | Croatia (Karanusic/Zovko)         | T       |
| 2011 | Vòng 1                  | Chile (Aguilar/Massú)             | T       |
| 2011 | Bán kết                 | Tây Ban Nha (Granollers/Verdasco) | T       |
| 2012 | Vòng 1 (w/ Mardy Fish)  | Thụy Sĩ (Federer/Wawrinka)        | T       |
| 2012 | Tứ kết                  | Pháp (Benneteau/Llodra)           | T       |
| 2012 | Bán kết                 | Tây Ban Nha (Granollers/López)    | T       |
| 2013 | Vòng 1                  | Brasil (Melo/Soares)              | B       |
| 2013 | Tứ kết                  | Serbia (Zimonjić/Bozoljac)        | B       |
| 2014 | Vòng 1                  | Anh Quốc (Fleming/Inglot)         | T       |
| 2014 | Play-off                | Slovakia (Lacko/Gombos)           | T       |
| 2015 | Vòng 1                  | Anh Quốc (Inglot/Murray)          | T       |
| 2016 | Vòng 1                  | Úc (Hewitt/Peers)                 | T       |
| 2016 | Tứ kết                  | Croatia (Cilic/Dodig)             | B       |

## Chung kết Grand Slam

### Đôi: 30 (16-14)
Giành được danh hiệu Wimbledon 2006, Bryan đã hoàn thành sự nghiệp đôi Grand Slam. Anh trở thành tay vợt đơn thứ 19 và, với Bob Bryan, danh hiệu đôi thứ 7 này. Năm 2012, giành được tấm huy chương vàng Olympic với Mike Bryan, Bob cũng đã hoàn thành sự nghiệp "Golden Slam", với Mike. Họ là đôi duy nhất đã từng làm được việc này.
| Kết quả | Năm  | Giải đấu         | Mặt sân | Đồng đội  | Đối thủ                            | Tỉ số                             |
| ------- | ---- | ---------------- | ------- | --------- | ---------------------------------- | --------------------------------- |
| Vô địch | 2003 | Pháp Mở rộng (1) | Đất nện | Bob Bryan | Paul Haarhuis Yevgeny Kafelnikov   | 7–6(7–3), 6–3                     |
| Á quân  | 2003 | Mỹ Mở rộng       | Cứng    | Bob Bryan | Jonas Björkman Todd Woodbridge     | 7–5, 0–6, 5–7                     |
| Á quân  | 2004 | Úc Mở rộng       | Cứng    | Bob Bryan | Michaël Llodra Fabrice Santoro     | 6–7(4–7), 3–6                     |
| Á quân  | 2005 | Úc Mở rộng       | Cứng    | Bob Bryan | Wayne Black Kevin Ullyett          | 4–6, 4–6                          |
| Á quân  | 2005 | Pháp Mở rộng     | Đất nện | Bob Bryan | Jonas Björkman Max Mirnyi          | 6–2, 1–6, 4–6                     |
| Á quân  | 2005 | Wimbledon        | Cỏ      | Bob Bryan | Stephen Huss Wesley Moodie         | 6–7(4–7), 3–6, 7–6(7–2), 3–6      |
| Vô địch | 2005 | Mỹ Mở rộng (1)   | Cứng    | Bob Bryan | Jonas Björkman Max Mirnyi          | 6–1, 6–4                          |
| Vô địch | 2006 | Úc Mở rộng (1)   | Cứng    | Bob Bryan | Martin Damm Leander Paes           | 4–6, 6–3, 6–4                     |
| Á quân  | 2006 | Pháp Mở rộng     | Đất nện | Bob Bryan | Jonas Björkman Max Mirnyi          | 7–6(7–5), 4–6, 5–7                |
| Vô địch | 2006 | Wimbledon (1)    | Cỏ      | Bob Bryan | Fabrice Santoro Nenad Zimonjić     | 6–4, 4–6, 6–4, 6–2                |
| Vô địch | 2007 | Úc Mở rộng (2)   | Cứng    | Bob Bryan | Jonas Björkman Max Mirnyi          | 7–5, 7–5                          |
| Á quân  | 2007 | Wimbledon        | Cỏ      | Bob Bryan | Arnaud Clément Michaël Llodra      | 7–6(7–5), 3–6, 4–6, 4–6           |
| Vô địch | 2008 | Mỹ Mở rộng (2)   | Cứng    | Bob Bryan | Lukáš Dlouhý Leander Paes          | 7–6(7–5), 7–6(12–10)              |
| Vô địch | 2009 | Úc Mở rộng (3)   | Cứng    | Bob Bryan | Mahesh Bhupathi Mark Knowles       | 2–6, 7–5, 6–0                     |
| Á quân  | 2009 | Wimbledon        | Cỏ      | Bob Bryan | Daniel Nestor Nenad Zimonjić       | 6–7(7–9), 7–6(7–3), 6–7(5–7), 3–6 |
| Vô địch | 2010 | Úc Mở rộng (4)   | Cứng    | Bob Bryan | Daniel Nestor Nenad Zimonjić       | 6–3, 6–7(5–7), 6–3                |
| Vô địch | 2010 | Mỹ Mở rộng (3)   | Cứng    | Bob Bryan | Rohan Bopanna Aisam-ul-Haq Qureshi | 7–6(7–5), 7–6(7–4)                |
| Vô địch | 2011 | Úc Mở rộng (5)   | Cứng    | Bob Bryan | Mahesh Bhupathi Leander Paes       | 6–3, 6–4                          |
| Vô địch | 2011 | Wimbledon (2)    | Cỏ      | Bob Bryan | Robert Lindstedt Horia Tecău       | 6–3, 6–4, 7–6(7–2)                |
| Á quân  | 2012 | Úc Mở rộng       | Cứng    | Bob Bryan | Leander Paes Radek Štěpánek        | 6–7(1–7), 2–6                     |
| Á quân  | 2012 | Pháp Mở rộng     | Đất nện | Bob Bryan | Max Mirnyi Daniel Nestor           | 6–4, 6–4                          |
| Vô địch | 2012 | Mỹ Mở rộng (4)   | Cứng    | Bob Bryan | Leander Paes Radek Štěpánek        | 6–3, 6–4                          |
| Vô địch | 2013 | Úc Mở rộng (6)   | Cứng    | Bob Bryan | Robin Haase Igor Sijsling          | 6–3, 6–4                          |
| Vô địch | 2013 | Pháp Mở rộng (2) | Đất nện | Bob Bryan | Michaël Llodra Nicolas Mahut       | 6–4, 4–6, 7–6(7–4)                |
| Vô địch | 2013 | Wimbledon (3)    | Cỏ      | Bob Bryan | Ivan Dodig Marcelo Melo            | 3–6, 6–3, 6–4, 6–4                |
| Á quân  | 2014 | Wimbledon        | Cỏ      | Bob Bryan | Jack Sock Vasek Pospisil           | 6–7(5–7), 7–6(7–3), 4–6, 6–3, 5–7 |
| Vô địch | 2014 | Mỹ Mở rộng (5)   | Cứng    | Bob Bryan | Marcel Granollers Marc López       | 6–3, 6–4                          |
| Á quân  | 2015 | Pháp Mở rộng     | Đất nện | Bob Bryan | Ivan Dodig Marcelo Melo            | 7–6(7–5), 6–7(5–7), 5–7           |
| Á quân  | 2016 | Pháp Mở rộng     | Đất nện | Bob Bryan | Feliciano López Marc López         | 4–6, 7–6(8–6), 3–6                |
| Á quân  | 2017 | Úc Mở rộng       | Cứng    | Bob Bryan | Henri Kontinen John Peers          | 5–7, 5–7                          |

### Đôi nam nữ: 6 (4-2)
| Kết quả | Năm  | Giải đấu     | Mặt sân | Đồng đội              | Đối thủ                           | Tỉ số               |
| ------- | ---- | ------------ | ------- | --------------------- | --------------------------------- | ------------------- |
| Á quân  | 2001 | Wimbledon    | Cỏ      | Liezel Huber          | Daniela Hantuchová Leoš Friedl    | 6–4, 3–6, 2–6       |
| Vô địch | 2002 | Mỹ Mở rộng   | Cứng    | Lisa Raymond          | Katarina Srebotnik Bob Bryan      | 7–6(11–9), 7–6(7–1) |
| Vô địch | 2003 | Pháp Mở rộng | Đất nện | Lisa Raymond          | Elena Likhovtseva Mahesh Bhupathi | 6–3, 6–4            |
| Á quân  | 2008 | Wimbledon    | Cỏ      | Katarina Srebotnik    | Samantha Stosur Bob Bryan         | 5–7, 4–6            |
| Vô địch | 2012 | Wimbledon    | Cỏ      | Lisa Raymond          | Elena Vesnina Leander Paes        | 6–3, 5–7, 6–4       |
| Vô địch | 2015 | Pháp Mở rộng | Đất nện | Bethanie Mattek-Sands | Lucie Hradecká Marcin Matkowski   | 7–6(7–3), 6–1       |

## Chung kết Thế vận hội Mùa hè

### Đôi: 2 (1 Huy chương Vàng, 1 Huy chương Đồng)
| Kết quả | Năm  | Giải đấu | Mặt sân | Đồng đội  | Đối thủ                           | Tỉ số         |
| ------- | ---- | -------- | ------- | --------- | --------------------------------- | ------------- |
| Đồng    | 2008 | Bắc Kinh | Cứng    | Bob Bryan | Arnaud Clément Michaël Llodra     | 3–6, 6–3, 6–4 |
| Vàng    | 2012 | Luân Đôn | Cỏ      | Bob Bryan | Michaël Llodra Jo-Wilfried Tsonga | 6–4, 7–6(7–2) |

### Đôi nam nữ: 1 (1 Huy chương Đồng)
| Kết quả | Năm  | Giải đấu | Mặt sân | Đồng đội     | Kết quả                        | Tỉ số            |
| ------- | ---- | -------- | ------- | ------------ | ------------------------------ | ---------------- |
| Đồng    | 2012 | Luân Đôn | Cỏ      | Lisa Raymond | Sabine Lisicki Christopher Kas | 6–3, 4–6, [10–4] |

## Chung kết ATP Masters 1000

### Đôi: 58 (38-20)
| Kết quả | Năm  | Giải đấu                | Mặt sân  | Đồng đội  | Đối thủ                                 | Tỉ số                  |
| ------- | ---- | ----------------------- | -------- | --------- | --------------------------------------- | ---------------------- |
| Vô địch | 2002 | Canada (W1)             | Cứng     | Bob Bryan | Mark Knowles Daniel Nestor              | 4–6, 7–6(7–1), 6–3     |
| Á quân  | 2003 | Indian Wells (R1)       | Cứng     | Bob Bryan | Wayne Ferreira Yevgeny Kafelnikov       | 1–6, 4–6               |
| Vô địch | 2003 | Cincinnati (W1)         | Cứng     | Bob Bryan | Wayne Arthurs Paul Hanley               | 7–5, 7–6(7–5)          |
| Á quân  | 2004 | Hamburg (R1)            | Đất nện  | Bob Bryan | Wayne Black Kevin Ullyett               | 1–6, 2–6               |
| Á quân  | 2004 | Madrid (R1)             | Cứng (i) | Bob Bryan | Mark Knowles Daniel Nestor              | 3–6, 4–6               |
| Á quân  | 2005 | Monte Carlo (R1)        | Đất nện  | Bob Bryan | Leander Paes Nenad Zimonjić             | W/O                    |
| Á quân  | 2005 | Rome (R1)               | Đất nện  | Bob Bryan | Michaël Llodra Fabrice Santoro          | 5–7, 4–6               |
| Vô địch | 2005 | Paris (W1)              | Cứng (i) | Bob Bryan | Mark Knowles Daniel Nestor              | 6–4, 6–7(3–7), 6–4     |
| Á quân  | 2006 | Indian Wells (R2)       | Cứng     | Bob Bryan | Mark Knowles Daniel Nestor              | 4–6, 4–6               |
| Á quân  | 2006 | Miami (R1)              | Cứng     | Bob Bryan | Jonas Björkman Max Mirnyi               | 4–6, 4–6               |
| Vô địch | 2006 | Canada (W2)             | Cứng     | Bob Bryan | Paul Hanley Kevin Ullyett               | 6–3, 7–5               |
| Á quân  | 2006 | Cincinnati (R1)         | Cứng     | Bob Bryan | Jonas Björkman Max Mirnyi               | 6–7(5–7), 4–6          |
| Vô địch | 2006 | Madrid (W1)             | Cứng (i) | Bob Bryan | Mark Knowles Daniel Nestor              | 7–5, 6–4               |
| Vô địch | 2007 | Miami (W1)              | Cứng     | Bob Bryan | Leander Paes Martin Damm                | 6–7(7–9), 6–3, [10–7]  |
| Vô địch | 2007 | Monte Carlo (W1)        | Đất nện  | Bob Bryan | Julien Benneteau Richard Gasquet        | 6–2, 6–1               |
| Á quân  | 2007 | Rome (R2)               | Đất nện  | Bob Bryan | Fabrice Santoro Nenad Zimonjić          | 4–6, 6–7(4–7), [7–10]  |
| Vô địch | 2007 | Hamburg (W1)            | Đất nện  | Bob Bryan | Paul Hanley Kevin Ullyett               | 6–3, 6–4               |
| Á quân  | 2007 | Cincinnati (R2)         | Cứng     | Bob Bryan | Jonathan Erlich Andy Ram                | 6–4, 3–6, [11–13]      |
| Vô địch | 2007 | Madrid (W2)             | Cứng (i) | Bob Bryan | Mariusz Fyrstenberg Marcin Matkowski    | 6–3, 7–6(7–4)          |
| Vô địch | 2007 | Paris (W2)              | Cứng (i) | Bob Bryan | Daniel Nestor Nenad Zimonjić            | 6–3, 7–6((7–4)         |
| Vô địch | 2008 | Miami (W2)              | Cứng     | Bob Bryan | Mahesh Bhupathi Mark Knowles            | 6–2, 6–2               |
| Vô địch | 2008 | Rome (W1)               | Đất nện  | Bob Bryan | Daniel Nestor Nenad Zimonjić            | 3–6, 6–4, [10–8]       |
| Á quân  | 2008 | Hamburg (R2)            | Đất nện  | Bob Bryan | Daniel Nestor Nenad Zimonjić            | 4–6, 7–5, [8–10]       |
| Á quân  | 2008 | Canada (R1)             | Cứng     | Bob Bryan | Daniel Nestor Nenad Zimonjić            | 2–6, 6–4, [6–10]       |
| Vô địch | 2008 | Cincinnati (W2)         | Cứng     | Bob Bryan | Jonathan Erlich Andy Ram                | 4–6, 7–6(7–2), [10–7]  |
| Á quân  | 2009 | Monte Carlo (R2)        | Đất nện  | Bob Bryan | Daniel Nestor Nenad Zimonjić            | 4–6, 1–6               |
| Á quân  | 2009 | Rome (R3)               | Đất nện  | Bob Bryan | Daniel Nestor Nenad Zimonjić            | 6–7(5–7), 3–6          |
| Á quân  | 2009 | Cincinnati (R3)         | Cứng     | Bob Bryan | Daniel Nestor Nenad Zimonjić            | 6–3, 6–7(2–7), [13–15] |
| Vô địch | 2010 | Rome (W2)               | Đất nện  | Bob Bryan | John Isner Sam Querrey                  | 6–2, 6–3               |
| Vô địch | 2010 | Madrid (W3)             | Đất nện  | Bob Bryan | Daniel Nestor Nenad Zimonjić            | 6–3, 6–4               |
| Vô địch | 2010 | Canada (W3)             | Cứng     | Bob Bryan | Julien Benneteau Michaël Llodra         | 7–5, 6–3               |
| Vô địch | 2010 | Cincinnati (W3)         | Cứng     | Bob Bryan | Mahesh Bhupathi Max Mirnyi              | 6–3, 6–4               |
| Vô địch | 2011 | Monte Carlo (W2)        | Đất nện  | Bob Bryan | Juan Ignacio Chela Bruno Soares         | 6–3, 6–2               |
| Vô địch | 2011 | Madrid (W4)             | Đất nện  | Bob Bryan | Michaël Llodra Nenad Zimonjić           | 6–3, 6–3               |
| Á quân  | 2011 | Canada (R2)             | Cứng     | Bob Bryan | Michaël Llodra Nenad Zimonjić           | 4–6, 7–6(7–5), [5–10]  |
| Vô địch | 2012 | Monte Carlo (W3)        | Đất nện  | Bob Bryan | Max Mirnyi Daniel Nestor                | 6–2, 6–3               |
| Vô địch | 2012 | Canada (W4)             | Cứng     | Bob Bryan | Marcel Granollers Marc López            | 6–1, 4–6, [12–10]      |
| Vô địch | 2013 | Indian Wells (W1)       | Cứng     | Bob Bryan | Treat Conrad Huey Jerzy Janowicz        | 6–3, 3–6, [10–6]       |
| Á quân  | 2013 | Monte Carlo (R3)        | Đất nện  | Bob Bryan | Julien Benneteau Nenad Zimonjić         | 6–4, 6–7(4–7), [12–14] |
| Vô địch | 2013 | Madrid (W5)             | Đất nện  | Bob Bryan | Alexander Peya Bruno Soares             | 6–2, 6–3               |
| Vô địch | 2013 | Rome (W3)               | Đất nện  | Bob Bryan | Mahesh Bhupathi Rohan Bopanna           | 6–2, 6–3               |
| Vô địch | 2013 | Cincinnati (W4)         | Cứng     | Bob Bryan | Marcel Granollers Marc López            | 6-4, 4-6 [10-4]        |
| Vô địch | 2013 | Paris (W3)              | Cứng (i) | Bob Bryan | Alexander Peya Bruno Soares             | 6–3, 6–3               |
| Vô địch | 2014 | Indian Wells (W2)       | Cứng     | Bob Bryan | Alexander Peya Bruno Soares             | 6–4, 6–3               |
| Vô địch | 2014 | Miami (W3)              | Cứng     | Bob Bryan | Juan Sebastián Cabal Robert Farah       | 7–6(10–8), 6–4         |
| Vô địch | 2014 | Monte Carlo (W4)        | Đất nện  | Bob Bryan | Ivan Dodig Marcelo Melo                 | 6–3, 3–6 [10-8]        |
| Á quân  | 2014 | Madrid (R2)             | Đất nện  | Bob Bryan | Daniel Nestor Nenad Zimonjić            | 6–4, 6–2               |
| Vô địch | 2014 | Cincinnati (W5)         | Cứng     | Bob Bryan | Vasek Pospisil Jack Sock                | 6–3, 6–2               |
| Vô địch | 2014 | Thượng Hải Masters (W1) | Cứng     | Bob Bryan | Julien Benneteau Édouard Roger-Vasselin | 6–3, 7–6(7–3)          |
| Vô địch | 2014 | Paris (W4)              | Cứng (i) | Bob Bryan | Marcin Matkowski Jürgen Melzer          | 7–6(7–5), 5–7, [10–6]  |
| Vô địch | 2015 | Miami (W4)              | Cứng     | Bob Bryan | Vasek Pospisil Jack Sock                | 6–3, 1–6, [10–8]       |
| Vô địch | 2015 | Monte Carlo (W5)        | Đất nện  | Bob Bryan | Simone Bolelli Fabio Fognini            | 7–6(7–3), 6–1          |
| Vô địch | 2015 | Canadian Mở rộng (W5)   | Cứng     | Bob Bryan | Daniel Nestor Édouard Roger-Vasselin    | 7–6(7–5), 3–6, [10–6]  |
| Vô địch | 2016 | Rome (W4)               | Đất nện  | Bob Bryan | Vasek Pospisil Jack Sock                | 2–6, 6–3, [10–7]       |
| Á quân  | 2018 | Indian Wells (R3)       | Cứng     | Bob Bryan | John Isner Jack Sock                    | 6–7(4–7), 6–7(2–7)     |
| Vô địch | 2018 | Miami(W5)               | Cứng     | Bob Bryan | Karen Khachanov Andrey Rublev           | 4-6, 7-6(5), [10–4]    |
| Vô địch | 2018 | Monte Carlo (W6)        | Đất nện  | Bob Bryan | Oliver Marach Mate Pavic                | 7–6 (7–5), 6–3         |
| Á quân  | 2018 | Madrid (R3)             | Đất nện  | Bob Bryan | Nikola Mektić Alexander Peya            | 3–5, bỏ cuộc           |

## Thống kê sự nghiệp

### Đôi
| Giải đấu                   | 1995            | 1996            | 1997            | 1998            | 1999            | 2000            | 2001     | 2002     | 2003     | 2004  | 2005     | 2006     | 2007     | 2008  | 2009     | 2010     | 2011     | 2012  | 2013     | 2014     | 2015     | 2016  | 2017  | 2018  | SR       | T-B      | %Thắng   |
| -------------------------- | --------------- | --------------- | --------------- | --------------- | --------------- | --------------- | -------- | -------- | -------- | ----- | -------- | -------- | -------- | ----- | -------- | -------- | -------- | ----- | -------- | -------- | -------- | ----- | ----- | ----- | -------- | -------- | -------- |
| Grand Slam                 |                 |                 |                 |                 |                 |                 |          |          |          |       |          |          |          |       |          |          |          |       |          |          |          |       |       |       |          |          |          |
| Úc Mở rộng                 | A               | A               | A               | A               | A               | 1R              | 1R       | QF       | 3R       | F     | F        | W        | W        | QF    | W        | W        | W        | F     | W        | 3R       | 3R       | 3R    | F     | SF    | 6 / 19   | 72–13    | 85%      |
| Pháp Mở rộng               | A               | A               | A               | A               | 2R              | 2R              | 2R       | QF       | W        | SF    | F        | F        | QF       | QF    | SF       | 2R       | SF       | F     | W        | QF       | F        | F     | 2R    | 1R    | 2 / 20   | 66–18    | 79%      |
| Wimbledon                  | A               | A               | A               | A               | 3R              | 1R              | SF       | SF       | QF       | 3R    | F        | W        | F        | SF    | F        | QF       | W        | SF    | W        | F        | QF       | QF    | 2R    |       | 3 / 19   | 70–16    | 81%      |
| Mỹ Mở rộng                 | 1R              | 1R              | 1R              | 1R              | 1R              | QF              | 2R       | SF       | F        | 3R    | W        | 3R       | QF       | W     | SF       | W        | 1R       | W     | SF       | W        | 1R       | QF    | SF    |       | 5 / 23   | 65–18    | 78%      |
| Thắng-Thua                 | 0–1             | 0–1             | 0–1             | 0–1             | 3–3             | 4–4             | 6–4      | 14–4     | 14–3     | 13–4  | 21–3     | 18–2     | 17–3     | 16–3  | 19–3     | 16–2     | 16–2     | 20–3  | 22–1     | 16–3     | 10–4     | 13–4  | 11–4  | 4–2   | 16 / 81  | 273–65   | 81%      |
| Giải đấu cuối năm          |                 |                 |                 |                 |                 |                 |          |          |          |       |          |          |          |       |          |          |          |       |          |          |          |       |       |       |          |          |          |
| ATP Finals                 | Did not qualify | Did not qualify | Did not qualify | Did not qualify | Did not qualify | Did not qualify | RR       | NH       | W        | W     | SF       | RR       | A        | F     | W        | SF       | SF       | RR    | F        | W        | SF       | SF    | RR    |       | 4 / 15   | 36–23    | 61%      |
| Giải đấu đại diện quốc gia |                 |                 |                 |                 |                 |                 |          |          |          |       |          |          |          |       |          |          |          |       |          |          |          |       |       |       |          |          |          |
| Thế vận hội                | NH              | A               | Not Held        | Not Held        | Not Held        | A               | Not Held | Not Held | Not Held | QF    | Not Held | Not Held | Not Held | SF-B  | Not Held | Not Held | Not Held | G     | Not Held | Not Held | Not Held | A     | NH    | NH    | 1 / 3    | 11–2     | 85%      |
| Davis Cup                  | A               | A               | A               | A               | A               | A               | A        | A        | PO       | F     | 1R       | SF       | W        | SF    | QF       | A        | QF       | SF    | QF       | 1R       | 1R       | QF    | A     | A     | 1 / 12   | 26–5     | 84%      |
| Thống kê sự nghiệp         |                 |                 |                 |                 |                 |                 |          |          |          |       |          |          |          |       |          |          |          |       |          |          |          |       |       |       |          |          |          |
| Giải đấu                   | 1               | 4               | 7               | 6               | 15              | 17              | 28       | 28       | 26       | 24    | 22       | 21       | 21       | 21    | 24       | 23       | 23       | 21    | 21       | 21       | 22       | 23    | 21    | 12    | 450      | 450      | 450      |
| Danh hiệu                  | 0               | 0               | 0               | 0               | 0               | 0               | 4        | 7        | 5        | 7     | 5        | 7        | 11       | 5     | 7        | 11       | 8        | 7     | 11       | 10       | 6        | 3     | 2     | 2     | 118      | 118      | 118      |
| Chung kết                  | 0               | 0               | 0               | 0               | 1               | 0               | 5        | 11       | 8        | 11    | 11       | 11       | 15       | 12    | 12       | 11       | 11       | 10    | 15       | 13       | 7        | 5     | 3     | 5     | 177      | 177      | 177      |
| Tổng cộng T-B              | 0–1             | 1–4             | 1–7             | 4–6             | 15–15           | 18–17           | 47–24    | 67–21    | 53–21    | 64–17 | 58–18    | 66–14    | 77–9     | 65–18 | 68–18    | 67–13    | 60–16    | 61–13 | 70–13    | 64–12    | 44–17    | 48–22 | 38–20 | 27–10 | 1083–346 | 1083–346 | 1083–346 |
| Xếp hạng cuối năm          | 1197            | 663             | 650             | 161             | 58              | 62              | 22       | 7        | 2        | 4     | 1        | 1        | 1        | 3     | 1        | 1        | 1        | 1     | 1        | 1        | 5        | 5     | 11    |       | 75.79%   | 75.79%   | 75.79%   |

### Đôi nam nữ
| Giải đấu     | 1998  | 1999  | 2000  | 2001  | 2002  | 2003  | 2004  | 2005  | 2006  | 2007  | 2008  | 2009  | 2010  | 2011  | 2012  | 2013  | 2014  | 2015  | 2016  | 2017  | 2018  | SR     |
| ------------ | ----- | ----- | ----- | ----- | ----- | ----- | ----- | ----- | ----- | ----- | ----- | ----- | ----- | ----- | ----- | ----- | ----- | ----- | ----- | ----- | ----- | ------ |
| Úc Mở rộng   | A     | A     | A     | A     | 2R    | 2R    | A     | A     | QF    | 1R    | A     | A     | A     | A     | 1R    | A     | A     | A     | A     | QF    | A     | 0 / 6  |
| Pháp Mở rộng | A     | 2R    | A     | A     | 1R    | W     | 1R    | A     | 1R    | 1R    | A     | A     | A     | A     | QF    | A     | A     | W     | A     | A     | A     | 2 / 8  |
| Wimbledon    | A     | 1R    | 2R    | F     | 3R    | QF    | 2R    | QF    | 3R    | 2R    | F     | 3R    | A     | 1R    | W     | A     | 2R    | SF    | A     | A     |       | 1 / 15 |
| Mỹ Mở rộng   | A     | 1R    | A     | A     | W     | QF    | A     | SF    | 1R    | 2R    | A     | A     | A     | A     | 1R    | A     | A     | A     | A     | A     |       | 1 / 7  |
| SR           | 0 / 0 | 0 / 3 | 0 / 1 | 0 / 1 | 1 / 4 | 1 / 4 | 0 / 2 | 0 / 2 | 0 / 4 | 0 / 4 | 0 / 1 | 0 / 1 | 0 / 0 | 0 / 1 | 1 / 4 | 0 / 0 | 0 / 1 | 1 / 2 | 0 / 0 | 0 / 1 | 0 / 0 | 4 / 36 |

## Tiền thưởng ATP Tour
| Năm        | Danh hiệu đôi Grand Slam | Danh hiệu đôi ATP | Tổng số danh hiệu đôi | Số tiền thưởng ($)                                             | Danh sách xếp hạng tiền thưởng                          |
| ---------- | ------------------------ | ----------------- | --------------------- | -------------------------------------------------------------- | ------------------------------------------------------- |
| 1997–98    | 0                        | 0                 | 0                     | $16,530                                                        | 375                                                     |
| 1999       | 0                        | 0                 | 0                     | $83,736                                                        | 184                                                     |
| 2000-01    | 0                        | 4                 | 4                     | $408,960                                                       | n/a                                                     |
| 2002       | 0                        | 7                 | 7                     | $411,864                                                       | 48                                                      |
| 2003       | 1                        | 4                 | 5                     | $593,034 Lưu trữ ngày 28 tháng 5 năm 2013 tại Wayback Machine  | 32 Lưu trữ ngày 28 tháng 5 năm 2013 tại Wayback Machine |
| 2004       | 0                        | 7                 | 7                     | $488,127 Lưu trữ ngày 31 tháng 8 năm 2013 tại Wayback Machine  | 45 Lưu trữ ngày 31 tháng 8 năm 2013 tại Wayback Machine |
| 2005       | 1                        | 4                 | 5                     | $743,772 Lưu trữ ngày 31 tháng 8 năm 2013 tại Wayback Machine  | 24 Lưu trữ ngày 31 tháng 8 năm 2013 tại Wayback Machine |
| 2006       | 2                        | 5                 | 7                     | $810,930 Lưu trữ ngày 31 tháng 8 năm 2013 tại Wayback Machine  | 19 Lưu trữ ngày 31 tháng 8 năm 2013 tại Wayback Machine |
| 2007       | 1                        | 10                | 11                    | $894,035                                                       | 18                                                      |
| 2008       | 1                        | 4                 | 5                     | $807,231 Lưu trữ ngày 1 tháng 9 năm 2013 tại Wayback Machine   | 28 Lưu trữ ngày 1 tháng 9 năm 2013 tại Wayback Machine  |
| 2009       | 1                        | 6                 | 7                     | $872,959                                                       | 22                                                      |
| 2010       | 2                        | 9                 | 11                    | $1,143,970                                                     | 18                                                      |
| 2011       | 2                        | 6                 | 8                     | $1,051,334                                                     | 21                                                      |
| 2012       | 1                        | 6                 | 7                     | $916,603                                                       | 26                                                      |
| 2013       | 3                        | 8                 | 11                    | $1,730,604 Lưu trữ ngày 1 tháng 7 năm 2014 tại Wayback Machine | 12 Lưu trữ ngày 1 tháng 7 năm 2014 tại Wayback Machine  |
| Sự nghiệp* | 15                       | 80                | 95                    | $14,897,042                                                    | 36                                                      |

*Vào ngày 2 tháng 4 năm 2018